# Майхрович, Филип
Филип Майхрович (пол. Filip Majchrowicz; род. 9 февраля 2000, Ольштын) — польский футболист, вратарь «Гурника (Забже)».

## Клубная карьера
Футболом начал заниматься в клубе «Стомиль» из своего родного города. Затем выступал за молодёжную команду варшавской «Полонии». В 17-летнем возрасте ездил на просмотр в нидерландский «Андерлехт». В 2018 году присоединился к «Краковии», но не сыграл за клуб ни одного матча. В 2019 году на правах аренды выступал за «Ресовию» во второй лиге.
В марте 2021 года перешёл в «Радомяком», подписав с клубом контракт, рассчитанный на один год. По итогам сезона клуб занял первое место в первой лиге и вышел в Экстраклассу. Первую игру за новый клуб провёл 23 июля того же года в первом туре чемпионата Польши против «Леха», оставив свои ворота в неприкосновенности в этом матче. В декабре 2021 года был признан лучшим молодым игроком ноября в чемпионате. В августе 2022 года на правах аренды отправился в кипрский «Пафос», но ни одной игры в основном составе за время аренды не провёл.
26 августа 2023 года также на правах аренды до конца года перешёл в шведский «Сириус».

## Карьера в сборной
Вызывался в молодёжную сборную Польши. 8 октября 2021 года сыграл единственный матч в её составе против Венгрии в отборочном турнире к молодёжного чемпионата Европы.

## Клубная статистика
| Выступление      | Выступление      | Выступление      | Лига | Лига | Кубки | Кубки | Конт. кубки | Конт. кубки | Итого | Итого |
| Клуб             | Лига             | Сезон            | Игры | Голы | Игры  | Голы  | Игры        | Голы        | Игры  | Голы  |
| ---------------- | ---------------- | ---------------- | ---- | ---- | ----- | ----- | ----------- | ----------- | ----- | ----- |
| Ресовия          | Вторая лига      | 2019/20          | 3    | -2   | 1     | -2    | 0           | 0           | 4     | -4    |
| Ресовия          | Итого            | Итого            | 3    | -2   | 1     | -2    | 0           | 0           | 4     | -4    |
| Радомяк          | Экстракласса     | 2021/22          | 33   | -39  | 0     | 0     | 0           | 0           | 33    | -39   |
| Радомяк          | Экстракласса     | 2022/23          | 3    | -3   | 0     | 0     | 0           | 0           | 3     | -3    |
| Радомяк          | Экстракласса     | 2023/24          | 3    | -3   | 0     | 0     | 0           | 0           | 3     | -3    |
| Радомяк          | Итого            | Итого            | 39   | -45  | 0     | 0     | 0           | 0           | 39    | -45   |
| → Пафос          | Дивизион А       | 2022/23          | 0    | 0    | 0     | 0     | 0           | 0           | 0     | 0     |
| → Пафос          | Итого            | Итого            | 0    | 0    | 0     | 0     | 0           | 0           | 0     | 0     |
| → Сириус         | Алльсвенскан     | 2023             | 0    | 0    | 0     | 0     | 0           | 0           | 0     | 0     |
| → Сириус         | Итого            | Итого            | 0    | 0    | 0     | 0     | 0           | 0           | 0     | 0     |
| Всего за карьеру | Всего за карьеру | Всего за карьеру | 42   | -47  | 1     | -2    | 0           | 0           | 43    | -49   |